# 天主教容迪亚伊教区
天主教容迪亞伊教區（拉丁語：Dioecesis Iundiaiensis），是巴西一個天主教教區，位於聖保羅州南部，包括十一個市。屬索羅卡巴總教區。
教區成立於教區成立於1966年11月7日，2011年教區有教友980,000人，佔總人口84.8%。有六十三個堂區、司鐸107人。現任教區主教為味噌爵·科斯達。